# Hurlock, Maryland
Hurlock, Maryland (енгл. Hurlock) град је у америчкој савезној држави Мериленд.

## Демографија
По попису из 2010. године број становника је 2.092, што је 218 (11,6%) становника више него 2000. године.
| Група             | 2000.         | 2010.         |
| Белци             | 1.094 (58,4%) | 1.104 (52,8%) |
| Афроамериканци    | 661 (35,3%)   | 784 (37,5%)   |
| Азијати           | 16 (0,9%)     | 16 (0,8%)     |
| Хиспаноамериканци | 54 (2,9%)     | 140 (6,7%)    |
| Укупно            | 1.874         | 2.092         |